# Escrennes
Escrennes és un municipi francès, situat al departament del Loiret i a la regió de Centre – Vall del Loira. L'any 2007 tenia 682 habitants.

## Demografia

### Població
El 2007 la població de fet d'Escrennes era de 682 persones. Hi havia 270 famílies, de les quals 60 eren unipersonals (32 homes vivint sols i 28 dones vivint soles), 115 parelles sense fills, 91 parelles amb fills i 4 famílies monoparentals amb fills.
La població ha evolucionat segons el següent gràfic:
Habitants censats

### Habitatges
El 2007 hi havia 321 habitatges, 276 eren l'habitatge principal de la família, 15 eren segones residències i 30 estaven desocupats. 309 eren cases i 11 eren apartaments. Dels 276 habitatges principals, 232 estaven ocupats pels seus propietaris, 40 estaven llogats i ocupats pels llogaters i 5 estaven cedits a títol gratuït; 1 tenia una cambra, 12 en tenien dues, 39 en tenien tres, 80 en tenien quatre i 145 en tenien cinc o més. 249 habitatges disposaven pel capbaix d'una plaça de pàrquing. A 112 habitatges hi havia un automòbil i a 142 n'hi havia dos o més.

### Piràmide de població
La piràmide de població per edats i sexe el 2009 era:
| Homes | Edats   | Dones |
| ----- | ------- | ----- |
| 4     | 95 o +  | 0     |
| 0     | 90 a 94 | 0     |
| 4     | 85 a 89 | 8     |
| 4     | 80 a 84 | 8     |
| 4     | 75 a 79 | 16    |
| 12    | 70 a 74 | 12    |
| 12    | 65 a 69 | 20    |
| 36    | 60 a 64 | 16    |
| 28    | 55 a 59 | 20    |
| 32    | 50 a 54 | 40    |
| 12    | 45 a 49 | 32    |
| 36    | 40 a 44 | 16    |
| 24    | 35 a 39 | 20    |
| 24    | 30 a 34 | 16    |
| 4     | 25 a 29 | 20    |
| 32    | 20 a 24 | 16    |
| 16    | 15 a 19 | 12    |
| 16    | 10 a 14 | 16    |
| 36    | 5 a 9   | 12    |
| 12    | 0 a 4   | 12    |

## Economia
El 2007 la població en edat de treballar era de 421 persones, 324 eren actives i 97 eren inactives. De les 324 persones actives 312 estaven ocupades (163 homes i 149 dones) i 12 estaven aturades (3 homes i 9 dones). De les 97 persones inactives 45 estaven jubilades, 32 estaven estudiant i 20 estaven classificades com a «altres inactius».

### Ingressos
El 2009 a Escrennes hi havia 280 unitats fiscals que integraven 706 persones, la mediana anual d'ingressos fiscals per persona era de 18.762 €.

### Activitats econòmiques
Dels 20 establiments que hi havia el 2007, 1 era d'una empresa extractiva, 1 d'una empresa alimentària, 2 d'empreses de fabricació de material elèctric, 2 d'empreses de fabricació d'altres productes industrials, 3 d'empreses de construcció, 4 d'empreses de comerç i reparació d'automòbils, 1 d'una empresa financera, 1 d'una empresa immobiliària, 3 d'empreses de serveis i 2 d'empreses classificades com a «altres activitats de serveis».
Dels 4 establiments de servei als particulars que hi havia el 2009, 1 era un taller de reparació d'automòbils i de material agrícola, 1 paleta, 1 fusteria i 1 lampisteria.
L'únic establiment comercial que hi havia el 2009 era una fleca.
L'any 2000 a Escrennes hi havia 13 explotacions agrícoles que ocupaven un total de 800 hectàrees.

## Equipaments sanitaris i escolars
El 2009 hi havia 1 escola maternal integrada dins d'un grup escolar amb les comunes properes formant una escola dispersa i 1 escola elemental integrada dins d'un grup escolar amb les comunes properes formant una escola dispersa.

## Poblacions més properes
El següent diagrama mostra les poblacions més properes.